# Alexandre Paulikevitch
Alexandre Paulikevitch (arabe : الكسندر بوليكيفيتش ; né le 20 février 1982 à Beyrouth) est un artiste libanais vivant à Beyrouth. Il est l'un des rares danseurs arabes masculins à pratiquer le baladi, chorégraphie arabe associée à des danseuses féminines. Il est connu pour aborder des problèmes sociaux à travers son art,. 

## Jeunesse et formation
A. Paulikevitch naît au Liban où il grandit dans un quartier arménien de Beyrouth. Il révèle son homosexualité à son entourage à l'âge de 16 ans. 
Sa vocation artistique naît à Paris où dès 2000 il suit des études de droit à l'Université de Paris VIII, et parallèlement s'initie au tango, au modern jazz ; mais alors qu'il allait suivre un cours de flamenco dans le Marais, il aperçoit des danseuses orientales et décide alors de changer d'orientation. 
Il se forme à la danse au sein de la compagnie de la Tunisienne Leïla Haddad à Paris de 2002 à 2004.
De retour à Beyrouth en 2006, où il réside depuis lors de manière permanente, il se spécialise dans la danse populaire Baladi, dont il donne une interprétation contemporaine, qu'il a créée. Il « crée également des espaces de réflexion sur la danse du Moyen-Orient à travers son travail de chorégraphe, de pédagogue et d'interprète ». 

## Androgynie et genre
Le travail de Paulikevitch redéfinit « les rôles de genre à travers la danse orientale » . En tant que danseur de Baladi, il utilise son corps pour remettre en question les stéréotypes de genre, dès son premier spectacle en solo à Beyrouth, en 2009, « Mouhawala Oula » (en arabe pour « Première tentative »). Il danse vêtu d'une robe, cheveux longs et maquillé,.
En tant qu'homme à l'apparence androgyne, et au comportement catégorisé socialement comme « féminin », il peut être la cible de cris désobligeants lorsqu'il est en public. Un de ses premiers spectacles personnels, intitulé Tajwal, est parsemé de propos insultants énoncés en arabe pendant que le danseur évolue sur scène.

## Décolonisation de la danse
Alexandre Paulikevitch travaille aussi à « déconstruire et questionner des représentations orientalisantes ». 
L'une des principales missions que Paulikevitch revendique est de lutter contre ce qu'il décrit comme « l'appellation coloniale » de « danse du ventre ». Il vise à récupérer la signification indigène et l’appellation égyptienne originale Baladi – en arabe,«  mon pays  » ou « ma terre ». Sa principale critique est que le terme « danse du ventre » a été créé par le regard colonial pour érotiser cette danse, la présentant comme féminine et suggestive,. En tant que danseur arabe au sein de cette tradition, il combat ces stéréotypes, récupérant ainsi une place pour une figure masculine dans un monde aujourd'hui exclusivement féminin. 
Selon les historiens, aux 18e et 19e siècles, les danseurs masculins de baladi étaient nombreux. « C’est par assimilation des normes et valeurs puritaines coloniales que les hommes ont majoritairement cessé de danser le baladi ». En effet la séduction a été rangée du côté de la féminité exclusivement, et la binarité de genre est devenue la norme depuis l'époque coloniale.

## Danse Baladi
Baladi est le nom donné en Egypte à la danse orientale.
« Danseur baladi masculin le plus célèbre », Paulikevitch est perçu de ce fait comme un pionnier. Ses spectacles sont souvent inspirés par des expériences personnelles de traumatismes et ont été accueillis par le public et la critique avec un grand succès. Il est l'un des rares danseurs arabes de baladi à se produire sur les scènes internationales et dans le cadre de grands festivals de danse. En 2022, sa performance "Cabaret Welbeek" a été sélectionnée comme spectacle à voir au Festival LEGS, et a été décrite comme "l'apogée d'un mélange ludique entre joie, poésie et subversion".
Un autre danseur arabe de Baladi est le Tunisien Radhouane El Meddeb qui crée notamment un spectacle en 2014 pour quatre hommes intitulé  Au temps où les Arabes dansaient.

## Dans les médias
Paulikevitch a été présenté dans de nombreux médias locaux et internationaux : dans un épisode de la série Netflix We Speak Dance, animé par Vandana Hart et filmé à Beyrouth ; dans un article du New York Times, « Coming Out in Lebanon » sur les individus ouvertement queer et transsexuels au Liban, dans un documentaire de la BBC Culture, The Male Belly Dancer Fighting Gender Stereotypes ; dans un court documentaire sur ses techniques de cuisson et de conservation des aliments intitulé "Tastes of Loss" par Romy Lynn Attieh.

## Activisme
Au-delà de sa pratique de la danse, Paulikevitch est un membre actif de la société civile libanaise et participe  à de multiples marches et manifestations pour les droits civiques. Lors des manifestations libanaises de 2019-2020, également connues sous le nom de Révolution d'Octobre, Alexandre a été violemment arrêté et détenu par la police anti-émeute en janvier 2020. Il a été convoqué devant un tribunal militaire, créant ainsi un précédent dans une série de convocations devant un tribunal militaire pour les citoyens arrêtés lors des manifestations. L'expérience de l'arrestation et de la détention de Paulikevitch a inspiré son spectacle "A'alehom", au cours de laquelle il exprime son chagrin personnel et l'année difficile qu'a été 2020 . Son travail a été décrit comme un « appel à la révolution » et il a été surnommé le « danseur militant ».
Il appelle à un monde accueillant envers les homosexuels.

## Œuvres choisies

### Spectacles personnels
- « Mouhawala Oula » (arabe : محاولة اولة), début : 2009 [7]
- Tajwal (arabe : تجوال), début : 2011 [27]
- ELGHA (arabe : إلغاء), débuts : 2013 [3]
- Baladi ya Wad (arabe : بلدي يا واد), début : 2015 [28]
- A'alehom (arabe : عليهم), début : 2020 [29]
- Cabaret Welbeek (arabe : كاباري والبيك), Début : 2022 [30]

### Spectacles en collaboration
- Séance d'affiches / école - Festival d'Avignon, une collaboration avec des danseurs/chorégraphes : Christine De Smedt, Simone Forti, Xavier Le Roy, Mette Ingvartsen ; réalisateurs : Jan Ritsema et Cyril Teste ; rappeur : DGIZ ; auteur et dramaturge : Bojana Cvejic ; essayiste : Charlotte Nordmann ; et directeur de l'École supérieure d'art d'Avignon (ESAA) : Jean-Marc Ferrari, Débuts : 2011 [31]
- SKINOUT, une collaboration avec Cecilia Bengolea, François Chaignaud, Ylva Falk, Elisa Yvelin, Naïs Haidar, Alex Mugler, Début : 2012 [32]
- Palais de Femme, une collaboration avec Joelle Khoury et Chaghig Arzoumanian, Début : 2014 [33]
- Dresse le Pour moi (arabe : فأدِّبْهُ لي), une collaboration avec Nancy Naous, Début : 2018 [34]
- The Last Distance, une collaboration avec Leen Hashem, début : 2018 [35]